# José Monteiro de Macedo
José Monteiro de Macedo (Algeri, 2 giugno 1982) è un ex calciatore guineense con cittadinanza svedese, di ruolo difensore.